# Szew klinowo-ciemieniowy

Czaszka człowieka. Szew klinowo-ciemieniowy zaznaczony na czerwono.

Szew klinowo-ciemieniowy (łac. sutura sphenoparietalis) – szew czaszki łączący kość klinową i kość ciemieniową.
U człowieka szew klinowo-ciemieniowy łączy górną część brzegu skrzydła większego kości klinowej i krótką część przednią brzegu dolnego kości ciemieniowej (w tym kąt klinowy kości ciemieniowej – angulus sphenoidalis).